# 黑果青冈
黑果青冈（学名：Quercus chevalieri）为壳斗科栎属下的一个种。